# Radio 13c
Radio 13c (anteriormente, 13C Radio) es una estación radial chilena ubicada en el 102.1 MHz del dial FM en Santiago de Chile, perteneciente a RDF Media, consorcio de radios de Canal 13. También transmite para todo el país a través del canal 654 (con D-Box) de la cableoperadora VTR y vía Internet en el resto del país y en todo el mundo. Inició sus transmisiones el 1 de noviembre de 2022 en reemplazo de Oasis FM.

## Historia
El 24 de octubre de 2022, se anunció que Oasis será reemplazada por 13C Radio, nuevo medio que expandirá los contenidos que entrega el canal de cable del mismo nombre, iniciando transmisión el 1 de noviembre.
El 1 de noviembre de 2022, a las 0:00 horas, Oasis emitió como último tema musical Hello, Goodbye de The Beatles (misma canción que dio inicio a su etapa en RDF Media en 2013), y con palabras de inicio a cargo de Ignacio Franzani, poniendo el énfasis de la radio a la cultura y entretención. Su primer tema emitido fue Space Oddity de David Bowie.
El 1 de diciembre de 2022, a las 7:00 horas, 13C Radio inicio su programación en vivo, con el programa "Cuatro Cabezas", programa conducido por el periodista Kike Mujica.
El 7 de febrero de 2023, 13C Radio abandona la frecuencia 94.3 MHz de Temuco, siendo vendida y reemplazada por la nueva radioemisora local Estación Araucanía FM y después por La Metro FM, ambas sin relación con RDF Media.
En julio de 2023, se anunció la llegada de Cristián Chico Pérez a 13C Radio con un programa llamado "Neto", dedicado exclusivamente a la música de los años 1980. Inicialmente, tenía una duración de 30 minutos, pero luego se amplió a una hora. Además, Pérez conduciría otro programa llamado "Extra Neto", enfocado en la música de los 80 y 90. Ambos programas estuvieron al aire hasta fines de diciembre de 2023, momento en el que "Neto" fue reemplazado por "Rebobinar", conducido por Marcelo Comparini (anteriormente emitido por Oasis FM). "Neto" se emitía de 09:00 a 10:00 de la mañana, mientras que "Extra Neto" iba de 14:00 a 15:00 de la tarde.
A principios de noviembre de 2023, se anunció que Marcelo Comparini regresaría al dial 102.1, tras haber salido de la radio en octubre de 2022 tras el fin de Oasis, en un programa en compañía de Ignacio Franzani llamado “Corresponsales”. El espacio radial se estrenó el lunes 20 de noviembre y se emite de lunes a viernes de 18:00 a 19:30 horas. El objetivo del programa es ofrecer una mirada crítica y humorística a la actualidad nacional e internacional, con entrevistas y comentarios de los dos conductores. El programa reemplazó a "Creadores", conducido también por Franzani.
El 13 de mayo de 2024, 13C Radio cambió su nombre, logotipo y características, pasando a ser conocida como Radio 13c, todo esto en un proceso de renovación de la marca 13C en sus diferentes plataformas. Así mismo, se cambia el eslogan de la radio, pasando de ser "Cultura en el aire" a "Cooltura en el aire" (sic).
Desde el lunes 8 de julio de 2024, se realiza la doble emisión diaria del programa Rebobinar conducido por Marcelo Comparini y Roka Valbuena de lunes a viernes de 14:00 a 15:00 de la tarde sumándose al que ya se emite entre las 09:00 y las 10:00 de la mañana.

## Programas
- Cuatro Cabezas
- Rebobinar
- Cancionero
- Tarde Libre
- Fanáticas
- Corresponsales
- Cuatro Cabezas (Segunda Edición)
- Gran Reserva
- Tu Rumbo Verde

## Columnas
- C Agenda
- Letra y Música
- Fila C
- La Buena Vibra
- Factor de Cambio

## Voces
- Kike Mujica
- Carla Martínez
- Valentina Salvo
- Verónica Calabi
- Marcelo Comparini
- Cristián Chico Pérez
- Roka Valbuena
- Connie Achurra
- Ignacio Franzani
- Pablo Márquez
- Felipe Braun
- Sol Leyton
- Lorena Capetillo
- Arantxa Bodenhofer
- Ignacia Baeza
- Alfredo Lewin
- Carola Bezamat
- Octavio Silva

## Programas anteriores
- Creadores (hasta el 17 de noviembre de 2023)
- La Conversa (hasta el 29 de diciembre de 2023)
- Neto (hasta el 29 de diciembre de 2023)
- Extra Neto (hasta el 29 de diciembre de 2023)
- Tema Libre (reemplazado por Tarde Libre)
- C-Lección Nacional

## Frecuencias
- 102.1 MHz (Santiago)
- 99.1 MHz (San Antonio)
- 92.7 MHz (Villarrica) y (Pucón)
- 102.5 MHz (Punta Arenas)

## Frecuencias anteriores
- 94.3 MHz (Temuco); hoy La Metro FM, sin relación con RDF Media.